# West of Dodge City
West of Dodge City è un film del 1947 diretto da Ray Nazarro.
È un western statunitense con Charles Starrett, Nancy Saunders e Smiley Burnette. Fa parte della serie di film western della Columbia incentrati sul personaggio di Durango Kid.

## Produzione
Il film, diretto da Ray Nazarro su una sceneggiatura di Bert Horswell, fu prodotto da Colbert Clark per la Columbia Pictures e girato dall'11 al 19 settembre 1946. Il titolo di lavorazione fu Trigger Law.

## Distribuzione
Il film fu distribuito negli Stati Uniti dal 27 marzo 1947
 al cinema dalla Columbia Pictures.
Altre distribuzioni:
- in Danimarca il 30 aprile 1951 (Vest for Dodge City)
- in Brasile (Máscara do Terror)

## Promozione
La tagline è: The West's Top Thrill-Tune-And-Fun Team!.